# Jan Erik Boman
Jan Erik Boman, född 15 september 1914 i Umeå stadsförsamling, död 27 april 1993 i Danderyds församling, var en svensk bergsingenjör och direktör. Han var 1962–1977 VD för Svenska Gruvföreningen (sedermera SveMin) och invaldes 1974 som ledamot av Ingenjörsvetenskapsakademien.